# Nyakibingo (vattendrag)
Nyakibingo är ett vattendrag i Burundi.   Det ligger i provinsen Ruyigi, i den centrala delen av landet, 110 km öster om huvudstaden Bujumbura.
Omgivningarna runt Nyakibingo är en mosaik av jordbruksmark och naturlig växtlighet. Runt Nyakibingo är det ganska tätbefolkat, med 75 invånare per kvadratkilometer.